# Nokaut
Nokaut (makedonsky Нокаут, místní přepis slova knokaut) je severomakedonská popová a rocková skupina založená roku 1997 zpěvákem Nikolou Perevským a kytaristou Vladimirem Krstevským. V původní sestavě účinkovali také zpěvák Kiril Kolemiševski a bubeník Aco Bogdanovski. Skupina se rozpadla v roce 2003, ale roku 2006 se obnovila v obměněném a rozšířeném složení. Za dobu své existence vydala čtyři alba.

## Diskografie
- Nokaut (1998)
- Do posleden zdiv (2002)
- DeLuxe (2007)
- Tri (2014)